# Schöninger Straße 30 (Magdeburg)

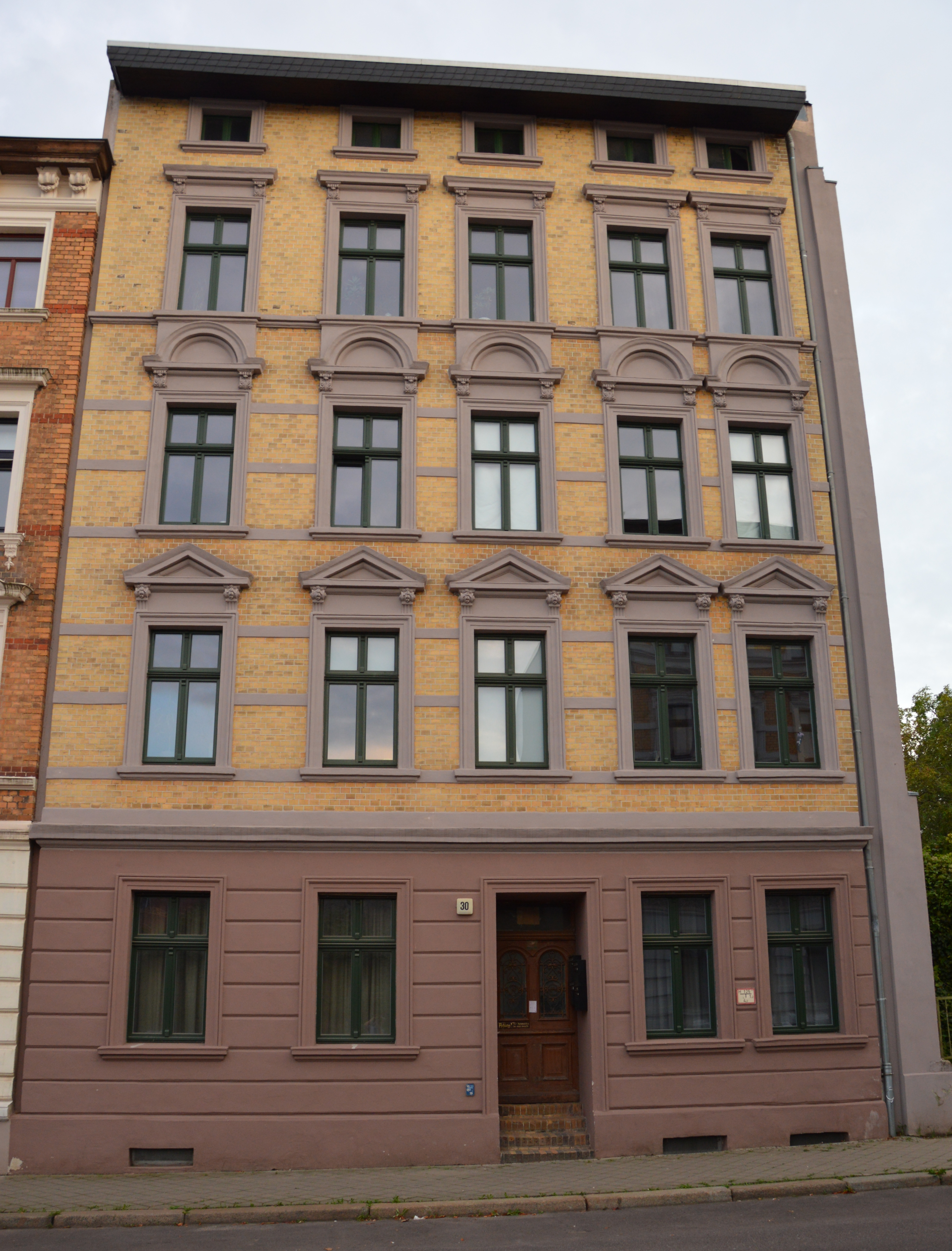
Schöninger Straße 30

Das Haus Schöninger Straße 30 ist ein denkmalgeschütztes Gebäude in Magdeburg in Sachsen-Anhalt.

## Lage
Es befindet sich auf der Südseite der Schöninger Straße im Stadtteil Sudenburg. Unmittelbar östlich grenzt das gleichfalls denkmalgeschützte Haus Schöninger Straße 31 an.

## Architektur und Geschichte
Das viergeschossige Wohnhaus wurde im Jahr 1895 vom privaten Investor Adolf Parchen gebaut. Die fünfachsige Fassade des aus Ziegelsteinen errichteten Gebäudes ist im Stil der Neorenaissance gestaltet. Der Bau verfügt über ein Drempelgeschoss.
Das Haus wird als Bestandteil eines teilweise erhaltenen gründerzeitlichen Straßenzuges als städtebaulich bedeutsam eingeschätzt und gilt als Beispiel für ein einfaches Mietshaus der Bauzeit auch als sozialgeschichtlich bemerkenswert.
Im örtlichen Denkmalverzeichnis ist das Wohnhaus unter der Erfassungsnummer 094 82115 als Baudenkmal verzeichnet.